# Santa Rosalía (municipalité)
Pour les articles homonymes, voir Santa Rosalia.
Santa Rosalía est l'une des quatorze municipalités de l'État de Portuguesa au Venezuela. Son chef-lieu est El Playón. En 2011, la population s'élève à 17 601 habitants.

## Géographie

### Subdivisions
La municipalité possède une seule paroisse civile et une parroquia capital, traduite ici par « capitale » (en italiques et suivie d'une astérisque) avec, chacune à sa tête, une capitale (entre parenthèses) :
- Capitale Santa Rosalía * (El Playón) ;
- Florida (Nueva Florida).